# NGC 1261

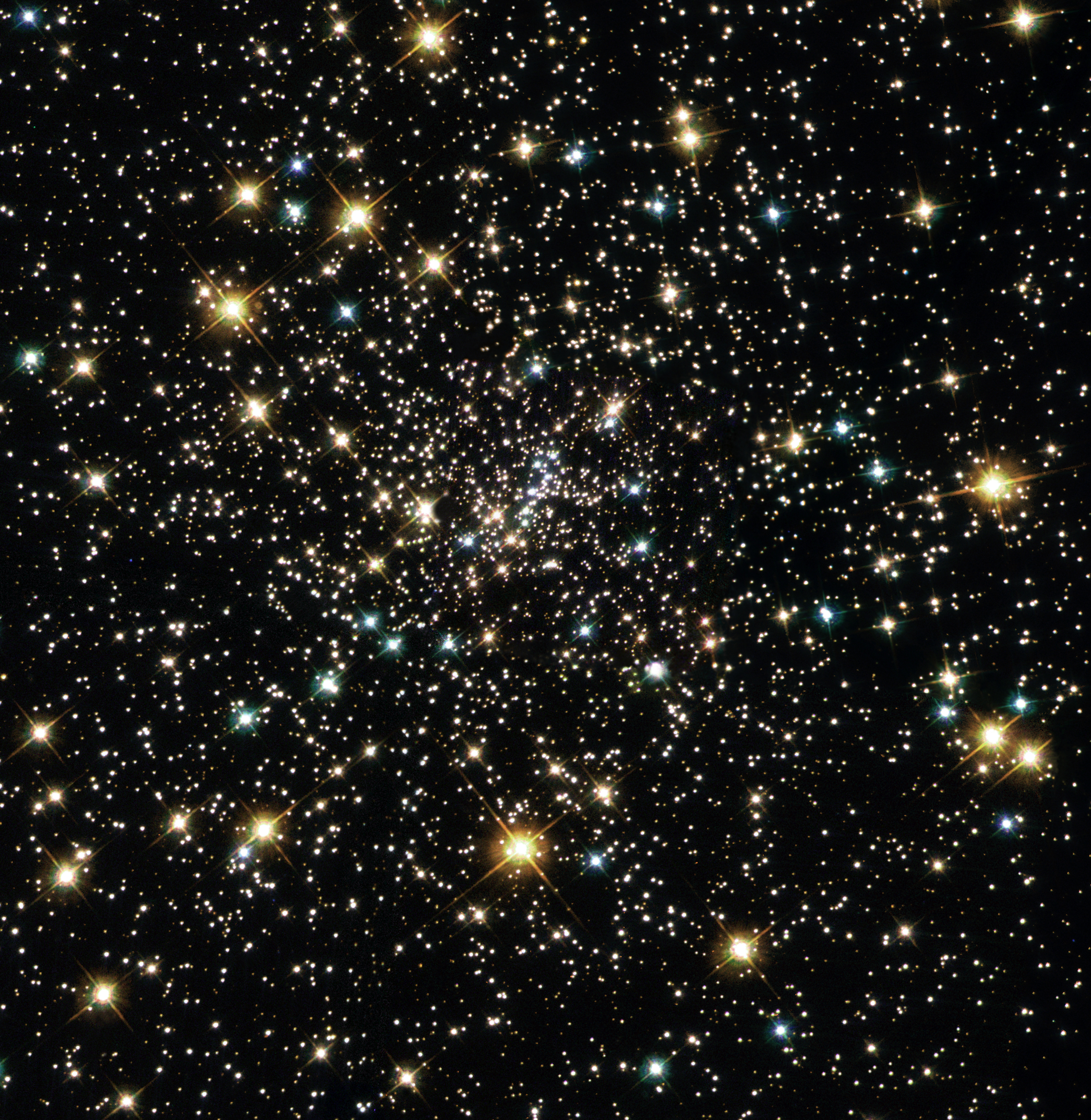
NGC 1261

NGC 1261 sau Caldwell 87 este un roi globular din constelația Orologiul. A fost descoperit de James Dunlop în 1826.